# Crawford (Colorado)
Crawford ist eine Town im Delta County im US-Bundesstaat Colorado in den Vereinigten Staaten von Amerika. Der Ort hatte im Jahr 2020 laut Statistik 403 Einwohner.

## Lage
Der Ort liegt etwa 60 km südöstlich von Grand Junction am westlichen Rande des Gunnison National Forest. Zum bekannten Black Canyon in diesem Gebiet sind es ca. 15 km nach Südwesten. Im Westen liegt der kleine Flugplatz Crawford Airport und im Süden der Crawford State Park mit einem etwa 2 km² großen See, an dessen südöstlichem Rand sich der Friedhof der Gegend befindet.

## Personen
Der bekannteste Einwohner Crawfords  war der britische Sänger Joe Cocker.